# Oxyelophila
Oxyelophila is een geslacht van vlinders van de familie van de grasmotten (Crambidae), uit de onderfamilie van de Acentropinae. De wetenschappelijke naam en de beschrijving van dit geslacht zijn voor het eerst gepubliceerd in 1922 door William Trowbridge Merrifield Forbes.

## Soorten
- Oxyelophila callista (Forbes, 1922)
- Oxyelophila harpalis (Snellen, 1901)
- Oxyelophila lanceolalis (Hampson, 1897)
- Oxyelophila melanograpta (Hampson, 1917)
- Oxyelophila micropalis (Hampson, 1906)
- Oxyelophila necomalis (Dyar, 1914)
- Oxyelophila puralis (Schaus, 1912)
- Oxyelophila ticonalis (Dyar, 1914)